# Eva Brües

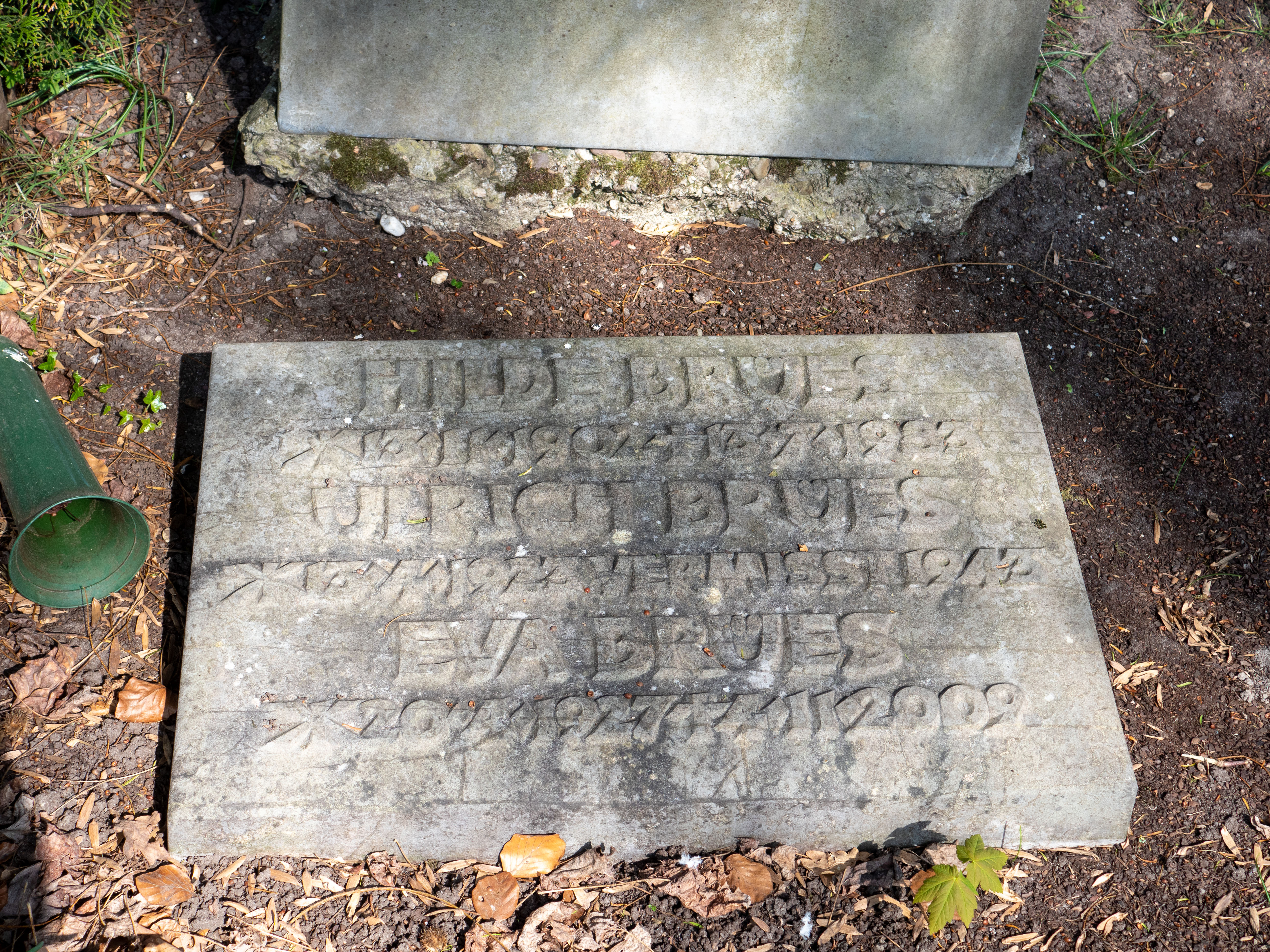
Grabplatte Eva Brües u. a. (Hauptfriedhof (Krefeld), Alter Teil, Feld C, Nr. 470)

Eva Brües (* 20. April 1927 in Köln; † 4. November 2009 in Krefeld) war eine deutsche Kunsthistorikerin. Sie wurde bekannt als Direktorin des Museums Schloss Rheydt und als Stifterin des Niederrheinischen Literaturhauses der Stadt Krefeld.

## Leben
Eva Brües war Tochter des Schriftstellers und Journalisten Otto Brües und seiner Frau Hilde. Sie studierte Kunstgeschichte an der Rheinischen Friedrich-Wilhelms-Universität Bonn und wurde dort 1958 mit der Dissertation „Raffaele Stern: ein Beitrag zur Architekturgeschichte in Rom zwischen 1790 und 1830“ zur Dr. phil. promoviert. Als Stipendiatin des Landes Nordrhein-Westfalen arbeitete sie von 1958 bis Ende 1960 am Zentralinstitut für Kunstgeschichte. Von 1964 bis 1966 war sie Mitarbeiterin am Kunsthistorischen Institut in Florenz. Von 1969 bis zu ihrer Pensionierung 1989 war sie Direktorin des kultur- und stadtgeschichtlichen Museums Schloss Rheydt. Von 1967 bis zu ihrem Tod lebte sie im väterlichen Haus auf der Gutenbergstraße 21 in Krefeld, das heute das Niederrheinische Literaturhaus beherbergt.

## Wirken
In zahlreichen Aufsätzen und mehreren Büchern beschäftigte Eva Brües sich mit der Architekturgeschichte des 18. und 19. Jahrhunderts vor allem im Rheinland. Besondere Aufmerksamkeit fand ihr Wirken als Museumsdirektorin in Rheydt, wo sie über Ausstellungsankäufe nicht nur eine Sammlung von textilen, künstlerisch gestalteten Wandbehängen und Wandteppichen von Künstlerinnen des 20. Jahrhunderts, sondern auch eine Sammlung von Maschinen sowohl für die Handweberei wie auch für die industrielle Weberei aufbaute. Damit trug sie der Wirtschaftsgeschichte der Stadt Mönchengladbach Rechnung, die bis in die 1970er Jahre hinein ein international bedeutender Standort der Textilindustrie war. Für den damals innovativen Ansatz wurde das Museum Schloss Rheydt 1978 als zweites Museum überhaupt mit dem Preis Europäisches Museum des Jahres ausgezeichnet. Mit ihrer Sammlungstätigkeit legte Eva Brües zugleich auch den Grundstock für das heutige Textil-Technikum der Stadt Mönchengladbach.
Schon seit den 1980er Jahren bemühte sie sich um eine Wiederentdeckung des literarischen Werks ihres Vaters Otto Brües und veröffentlichte dazu unter anderem mehrere Beiträge im Jahrbuch Die Heimat (Krefeld). 1994 gründete sie zu diesem Zweck den Otto-Brües-Freundeskreis, der nach ihrem Tod eine breitere programmatische Ausrichtung erhielt und 2015 in „Literatur in Krefeld“ umbenannt wurde.
1998 schloss sie mit der Stadt Krefeld eine Schenkungsvereinbarung über ihren Nachlass, der mehrere Immobilien umfasste. Im Gegenzug verpflichtete sich die Stadt, nach dem Tod der Stifterin im Haus auf der Gutenbergstraße für mindestens 25 Jahre ein Niederrheinisches Literaturhaus zu führen, das sich der Pflege und Erforschung der Rheinischen Literatur des 20. Jahrhunderts und der Folgezeit widmet. Seit 2012 ist das Literaturhaus als Abteilung des Städtischen Kulturbüros aktiv.

## Schriften (in Auswahl)
- Raffaele Stern: ein Beitrag zur Architekturgeschichte in Rom zwischen 1790 und 1830.Inaugural-Dissertation zur Erlangung der Doktorwürde vorgelegt der Philosophischen Fakultät der Rheinischen Friedrich-Wilhelms-Universität zu Bonn. Bonn, 1958.
- Denkmäler des Rheinlandes Krefeld. 2 Bände: Krefeld 1 – Stadtmitte / Krefeld 2 – Uerdingen-Hohenbudberg, Linn-Gellep, Fischeln, Bockum-Oppum-Verberg, Benrad, Traar. Mit Grundrissen u. 438 Abb., Rheinland Verlag, Düsseldorf 1967.
- Karl Friedrich Schinkel. Lebenswerk. Die Rheinlande. Unter Verwendung des von Ehler W. Grashoff gesammelten Materials, Berlin, Deutscher Kunstverlag, 1968.
- Schloss Rheydt in Mönchengladbach. Die Geschichte – Der Bau – Das Museum, Gesellschaft für Buchdruckerei, Neuss 1978.
- Zur Eröffnung. Ansprachen zu den Ausstellungen 1969 bis 1988. Mit einem Verzeichnis sämtlicher Ausstellungen im Museum Schloss Rheydt seit 1946 (= Rheydter Jahrbuch für Geschichte, Kunst und Heimatkunde; Band 17) Mitverfasserin: Ellen Schwinzer. Hrsg. von der Otto-von-Bylandt-Gesellschaft zur Förderung des Städtischen Museums Schloss Rheydt, Mönchengladbach 1989.